# 梁展文
梁展文（英語：Leung Chin Man，1945年11月22日—），前香港屋宇署署長、房屋署署長、房屋及規劃地政局常任秘書長，任職公務員39年，於2007年1月從政府退休。退休前夕的數年被批評有利益輸送及為自己進入地產發展商鋪路，如嘉亨灣事件、紅灣半島事件等。而其退休後卻以高薪於地產商新世界中國地產任職。先是在2004年2月，他以涉及以8.64億元低於市值的價錢把紅磡紅灣半島賤賣與新世界發展及新鴻基地產再度發展，亦有傳媒報導梁展文在2002年擔任屋宇署署長期間，濫用125萬港元裝修自己辦公室鄰離的會議室，亦為辦公室購買一部價值7萬元的42吋等離子電視，一連串事件令其被強烈批評有官商勾結之嫌。

## 早年生活
梁展文1967年預科畢業時，學業成績甚佳，由於家庭生意失敗放棄升學，加入人民入境事務處當助理主任。在朋友介紹下，開始鑽研哲學。
在朋友大力鼓勵在1968年登記為倫敦大學校外生，並於1973年取得倫大校外學位。
梁展文考獲學位時，已在人民入境事務處工作了七年，且已晉陞至高級入境事務主任，並一直留在原職工作，至1976年，他在同學的鼓勵下，投考政務主任成功。

## 嘉亨灣批地爭議
梁展文在退休前曾牽涉入的嘉亨灣事件轟動一時。政府審計署報告指出，嘉亨灣發展商恆基兆業以公共設施為理由，申請加大可建樓面面積，當時的屋宇署署長梁展文運用酌情權批准申請。事件曝光後，政府成立一個3人組成的獨立小組，調查屋宇署建築事務監督當年是否恰當運用酌情權。
2005年11月16日，審計署發表報告書， 指曾擔任屋宇署署長的梁展文在兼任建築事務監督期間，在審批建築圖則申請時，處理地盤分類(地盤有多少條邊向街)及公共巴士總站不計入建築樓面的過程不當，加上在地政總署反對下仍行駛酌情權額外批地，令恆基兆業以地面興建公共交通總站，而獲得公共交通總站的五倍豁免樓面面積而不用補付十足地價。事件引起市民及政府關注建築事務監督應否以批出額外樓面面積以換取撥作公共用途的地方時，如何行使酌情權的問題。
隨後，香港政府成立獨立調查小組，研究以上問題，成員包括終審法院非常任法官馬天敏、鄭漢鈞和資深大律師陳健強；預計約在3個月內向行政長官呈交報告。
2005年11月23日，恆基兆業於報章刊登聲明，指該公司是按香港法例向屋宇署申請，過程完全合法。隨後，審計署發表聲明，強調是次土地發展審查，是為找出附設政府設施的大型發展項目的批地安排，可予改善之地方。並重申香港政府已接納審計署的各項建議。
2005年11月24日，立法會政府帳目委員會舉行閉門會議，定於11月28日展開研訊，邀請梁展文、時任房屋及規劃地政局局長孫明揚等人出席。
2005年11月28日，香港近百名建築界、測量界、工程界、規劃界等人士於報章刊登廣告答謝梁展文，稱讚他處事進取、作風開放、勇於承擔等字句，該批支持者包括房協主席李頌熹、領匯行政總裁蘇慶和，及社區組織協會主任何喜華等。
同日，立法會政府帳目委員會舉行聆訊，但梁展文在開會前向高等法院作出司法覆核，指審計署在對其調查時，並無機會讓他回應。並認為審計署混淆梁氏在賣地前後的角色，犯上法律上的錯誤。(案件編號:HCAL 153/05)
其後，梁氏曾一度拒絕到立法會參與聆訊，直至其上司孫明揚下達訓令，梁氏才到立法會參與聆訊，但因「訓令」不包括梁氏如何回答問題，故梁氏以已進行司法程序為由，拒絕回答問題。令立法會政府帳目委員會主席黃宜弘決定暫停聆訊，並於12月1日傳召梁展文出席聆訊。
2006年2月15日，立法會政府賬目委員會對嘉亨灣發展項目的爭議提交報告書，就梁展文在嘉亨灣項目上行使酌情權以豁免涉及超過4億元之公帑並同時批出達30萬平方呎樓面面積給恆基地產，表示震驚及強烈不滿。7名賬目委員會成員亦就報告達成共識，使用上「不能接受」、「反對」及「極度遺憾」等字眼。然而，時事評論員馬嶽認為，梁展民已在2005年11月底提出休假退休，政府已很難在責任上對他作出追究，但其上司時任房屋及規劃地政局局長孫明揚需負上一定監督責任。時任公務員事務局局長俞宗怡就是否考慮對梁展文採取紀律處分認為言之尚早。
2006年5月，政府獨立調查小組報告被指為替梁展文平反。報告指梁展文在事件中雖有錯誤運用酌情權，但是其決定的程序屬恰當及合理，報告又指，雖然有關決定乃錯誤，然而不應該將責任歸咎或批評梁展文一人。梁展文亦於同月取消有關的司法覆核。
2009年11月5日，香港《壹週刊》以「$400呎補地價、梁展文再醒新世界、尖沙咀起 63層屏風樓」為封面故事，出版後梁展文聲稱擬告該週刊誹謗。

## 任職新世界集團事件
2008年8月1日，梁展文出任新世界發展的子公司新世界中國地產，任執行董事及副董事總經理，合約3年，年薪312萬港元，另加花紅。不過，公眾質疑梁在任職政府期間，用低於市值的價錢將居屋紅磡紅灣半島賣給新世界發展，但退休後卻任職新世界集團，顯然是利益輸送，以及批評公務員事務局審批梁任職私人公司的程序草率。結果，新世界中國地產在2008年8月17日宣佈與梁展文協議無條件提前解約。是次事件令到在當時審批這申請的公務員事務局局長俞宗怡於2010年受到當時行政長官曾蔭權訓斥。

## 外部參考
1. 1 2 3  . 蘋果日報. 2008-08-02  [2008-08-02].[永久]
2. 1 2  . 明報. 2008-08-02  [2008-08-02].[]
3. ↑  吳志森﹕官商勾結 真憑實據 （页面存档备份，存于）【明報專訊】 2008-08-04
4. ↑  [「二十世紀八十年代的耕耘收穫觀/ 進修之道與晉身之道/ 梁展文 預科生當政務官」]信報財經月刊 第九卷 第八期 第123頁
5. ↑  陳鑑林獨撐梁展文 譴責「從商」聲中排眾議[]， 明報, 2008年8月10日
6. ↑  港賬委會報告譴責嘉亨灣事件 （页面存档备份，存于），大紀元時報，2006年2月16日
7. ↑  局長談政府帳目委員會對嘉亨灣事件報告 （页面存档备份，存于），公務員事務局，2006年2月16日
8. ↑  嘉亨灣風波玩到上法庭 （页面存档备份，存于），東方日報，2008年8月2日
9. ↑  嘉亨灣事件毋須處分梁展文 （页面存档备份，存于），明報，2006年5月9日
10. ↑  .   [2009年11月8日]. （原始内容存档于2009年11月7日）.
11. ↑  新世界中國地產委任梁展文太平紳士為執行董事
12. ↑  市民烽煙質疑政府「棄車保帥」[]
13. ↑  .   [2008-08-16]. （原始内容存档于2008-08-21）.
14. ↑  .   [2010-12-29]. （原始内容存档于2010-12-18）.

- 文匯報－2005年11月29日，梁展文興訟反擊審計署（页面存档备份，存于）
- 星島網訊 - 嘉亨灣風波 孫明揚不認為梁展文被人冤枉